# عائلة الأتاسي

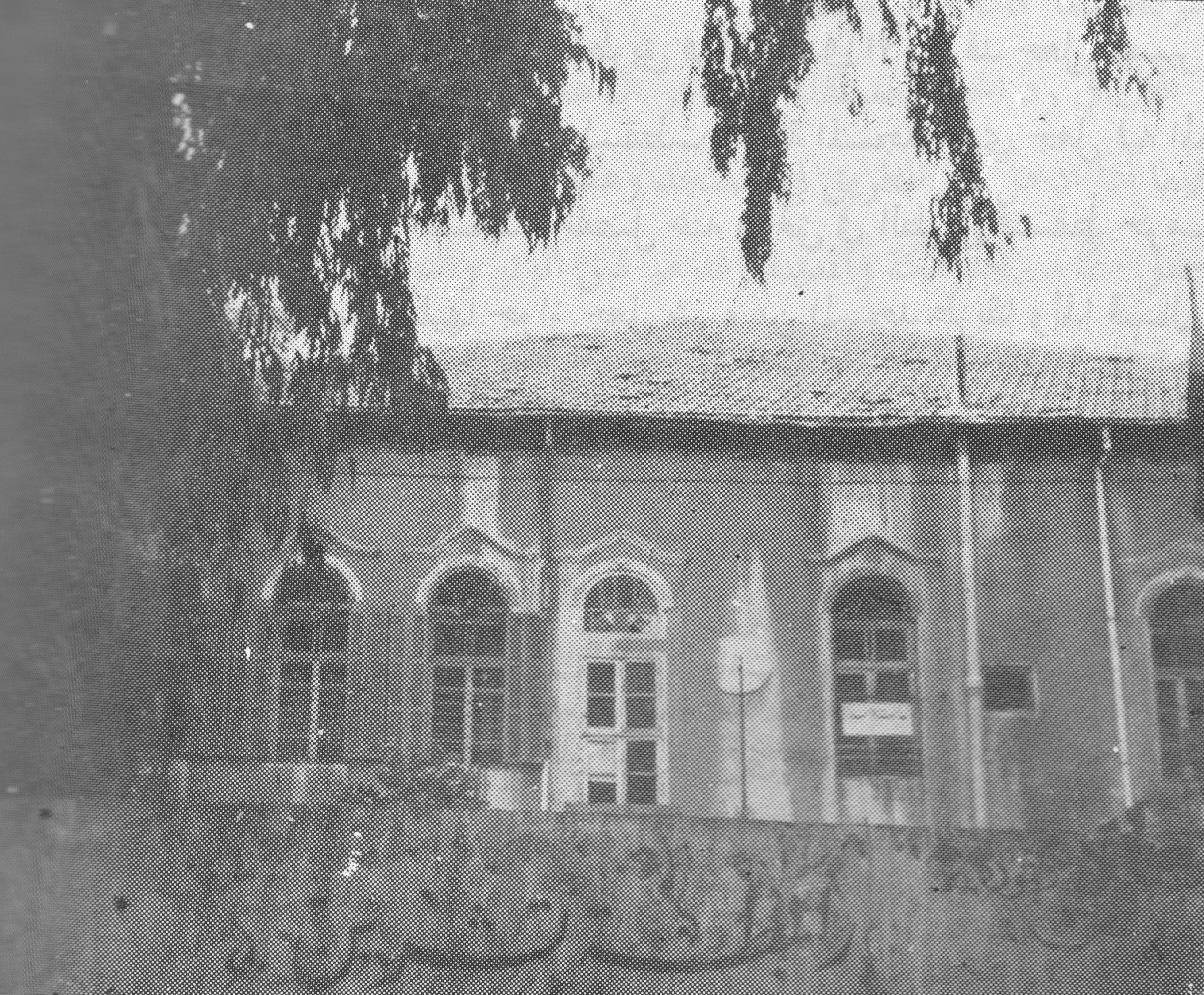
منزل خالد أفندي الأتاسي، رئيس بيت الأتاسي، بني عام 1893

الأتاسي هو اسم عائلة تركمانية بارزة في حمص وسط سوريا، يعود تاريخها إلى القرن الخامس عشر الميلادي. ومؤخراً قاد أفراد الأسرة الحركة الوطنية ضد الانتداب الفرنسي. وصلت قوة الأسرة ومكانتها إلى ذروتها عند تشكيل جمهورية سوريا الحديثة عام 1936 عندما تم انتخاب رئيس الدولة الثاني هاشم الأتاسي رئيسًا.
كان اثنان من أعضاء الجمعية التأسيسية السبعة الذين صاغوا أول دستور لسوريا عام 1919 من الأتاسي البارزين: وصفي الأتاسي وهاشم الأتاسي . وتم تنصيب سليلان آخران ، لؤي الأتاسي ونور الدين الأتاسي ، كرئيسي دولة في الستينيات. شمل أفراد الأسرة قضاة، ومحافظين، وسفراء، ورؤساء أحزاب سياسية، وضباط عسكريين وغيرهم من المسؤولين الحكوميين في جميع أنحاء العصر العثماني والعصر الحديث.

## النسب

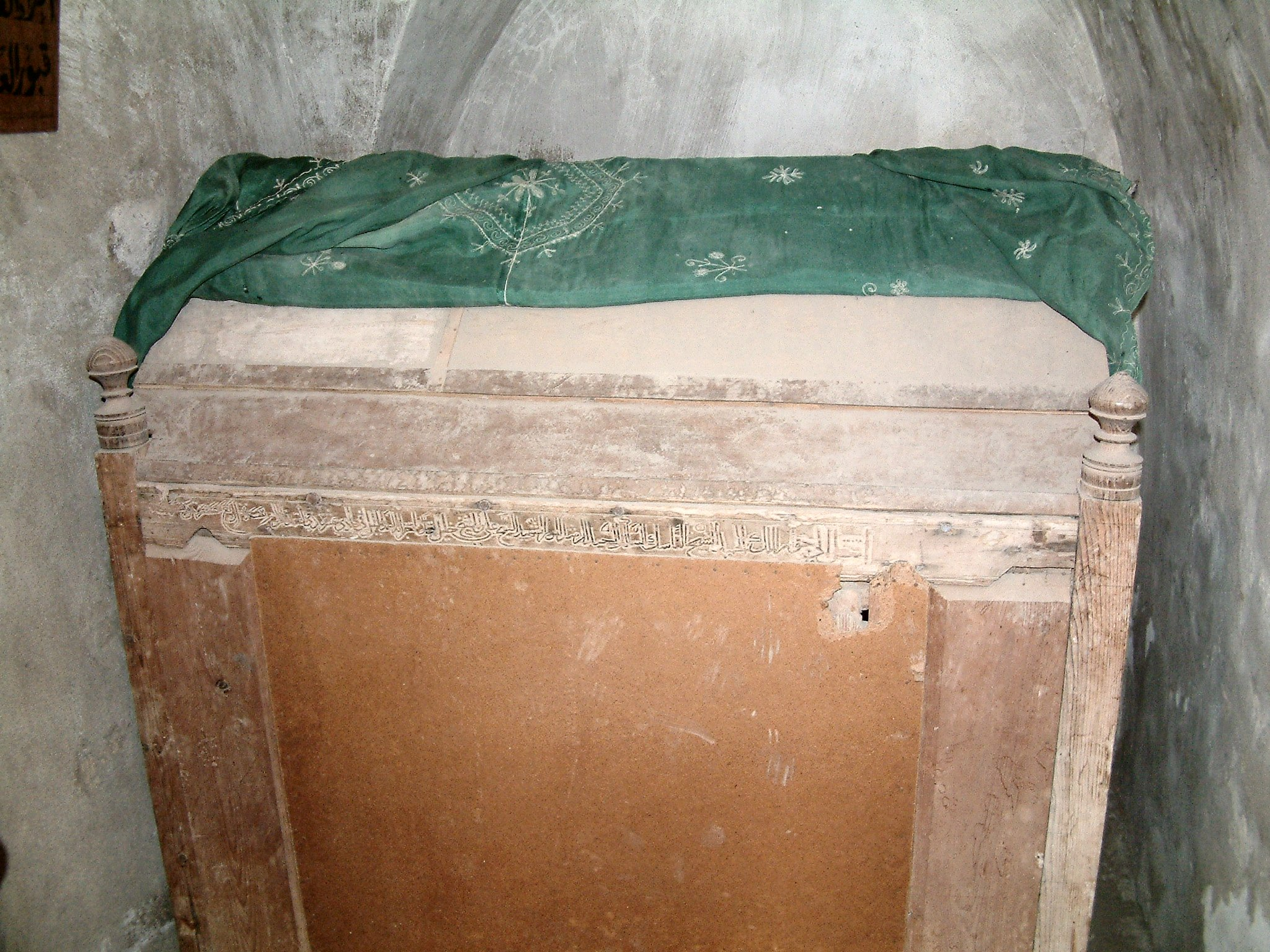
ضريح السيد علي بن خليل الأتاسي المتوفى عام 1508 في جامع الأتاسي بحمص.

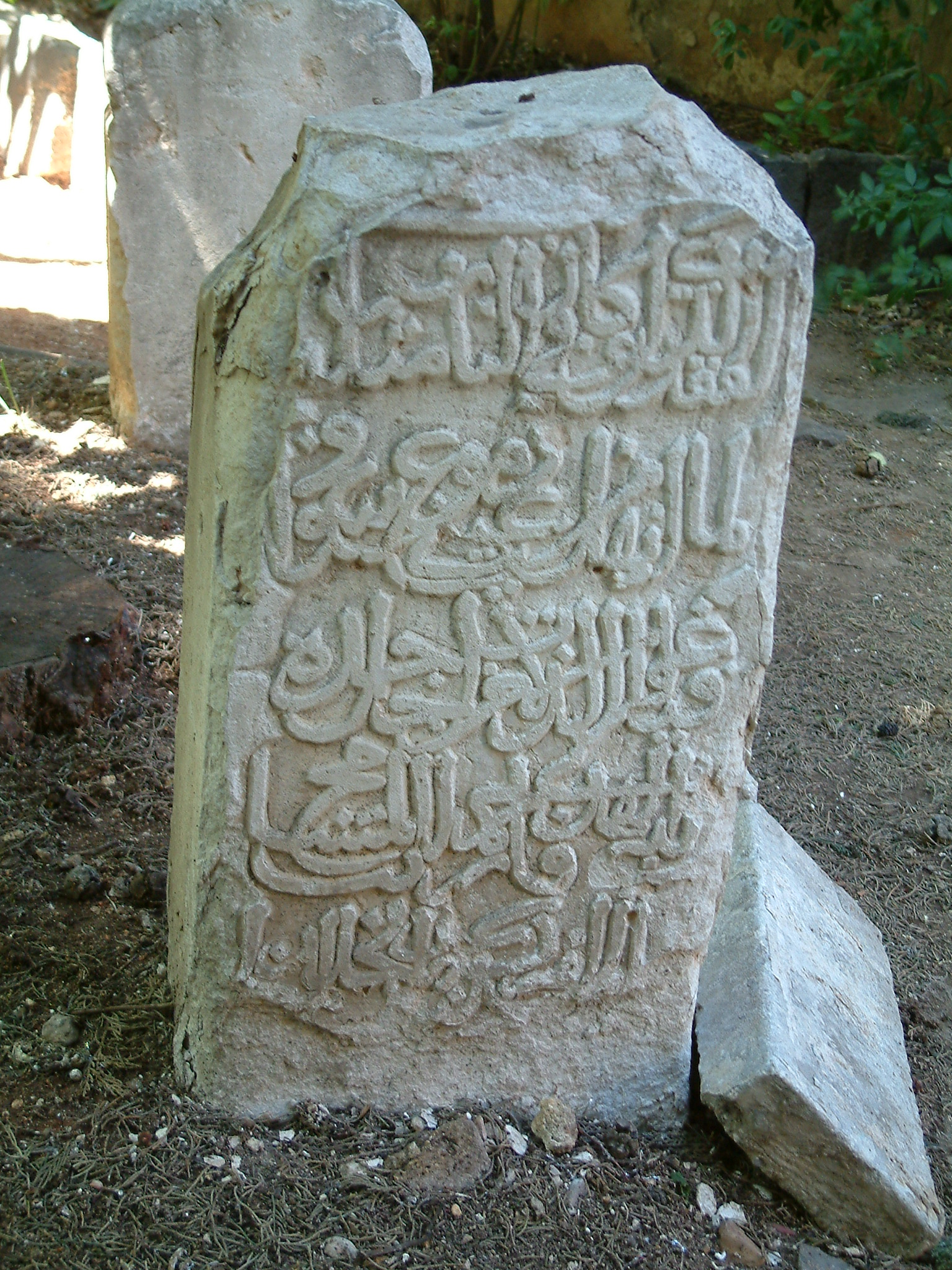
ضريح السيد صالح السيد سليمان الأتاسي المتوفى عام 1782 ويقع في جامع الأتاسي بحمص.

شغل العديد من أفراد الأسرة القياديين مناصب دينية وسياسية بارزة في العثمانية والفرنسية وسوريا المستقلة.
أقدم ذكر للعائلة حتى الآن كان في مخطوطة دينية مؤرخة عام 1450 منسوخة في خدمة أحد أجداد الأسرة، الشيخ إبراهيم بن أحمد الأتاسي المسمى إمام الأمير توغان بن سقليسيز، أمير التركمان ظهرت العائلة في حمص في أواخر القرن الخامس عشر. ودُفن سلفها علي بن خليل الأتاسي عام 1508 في قبر بمسجده الذي عُرف فيما بعد بمسجد الأتاسي. القبر موجود حتى اليوم.
كونهم هاشميين في الأصل[بحاجة لمصدر] وتم الاعتراف بأعضائها باسم "الأشراف"، وقد ورث العنوان الرسمي لهذه الفئة في وثائق المحكمة الشرعية. انتقل أسلاف العائلة بين اليمن والحجاز وتركيا قبل أن يثبتوا وجودهم في حمص في وقت ما في القرن السادس عشر الميلادي.[بحاجة لمصدر] سلطتهم الدينية كمفتين في حمص، إلى جانب حيازات كبيرة من الأراضي في حمص شكلت أساس ثروة الأسرة ونفوذها، إلا أن هنالك أقاويل بأنهم من أصل [[تركي|تركي[بحاجة لمصدر]]].
تم تقسيم بيت الأتاسي في حمص إلى خمسة عشر فرعاً، معظمها لا يزال يستخدم اسم الأتاسي باعتباره اللقب الوحيد. ومع ذلك، هناك نوعان من الاستثناءات الرئيسية. السيد سليمان والمجاج هما فرعين متدربين معروفين باسم الأتاسي، على الرغم من أن لديهم ألقاب بديلة.

## مفتو الأتاسي في حمص وطرابلس
كان مكتب مفتي مدينة حمص أعلى سلطة دينية في المدينة، وراثيًا في عائلة الأتاسي لأكثر من أربعة قرون. شغل ما لا يقل عن ثمانية عشر من علماء الأتاسي هذا المنصب. بالإضافة إلى ذلك، من المعروف أن اثنين من الأتاسي كانا مفتي مدينة طرابلس أيضًا. كانت عائلة السباعي في حمص عائلة أخرى من العلماء الذين غالبًا ما كانوا يتنافسون مع بيت الأتاسي على مقعد المفتي، وتمكن السباعي من تأمينه أربع مرات على الأقل في تاريخ المدينة.
 

## أعضاء الأتاسي ينتخبون أعضاء في مجلس النواب والمجالس الحاكمة
(التواريخ تمثل السنة المنتخبة)
- خالد الأتاسي ، انتخب نائباً في البرلمان العثماني عام 1876.
- هاشم الأتاسي ، 1918 ، 1928 ، 1932 ، 1936.
- وصفي بك الأتاسي ، البرلمان العثماني (1914) ، الكونغرس السوري (1918)
- طاهر أفندي الأتاسي ، 1922 ، عضو المجلس الحاكم المكون من 15 عضوا في اتحاد الولايات الثلاث.
- فيدي بك الأتاسي ، 1923 (تجمع دولة دمشق) ، 1947 ، 1949 ، 1954 ، 1961.
- مكرم الأتاسي 1936-1946.
- عدنان الأتاسي ، 1943 ، 1947 ، 1954.
- حلمي الأتاسي 1943.
- شوقي الأتاسي ، منتخب نائباً عن الجمهورية العربية المتحدة عام 1960.
- نور الدين الأتاسي ، 1965 (المجلس الوطني)
- ابتسام السيد سليمان الأتاسي ، 2003.
- سهير أتاسي
- منصور الأتاسي
- فرح الأتاسي ، قيادي بارز في السياسة السورية والشؤون الدولية. عضو مؤسس للجنة التفاوض العليا ، الرابطة الوطنية للمرأة السورية ، المركز الثقافي السوري الأمريكي ، المركز العربي الأمريكي للمعلومات والموارد ، مجلس الأعمال السوري الأمريكي ، النساء في السلام والأمن ، مبادرة الحوار بين الأديان.